# Едитологія
Едитологія — прикладна суспільно-інформологічна наука, яка досліджує методологічні засади готування повідомлень у процесі їх публікування (оприлюднення) ЗМІ. Термін «едитологія» походить від латинського editio — видання, виданий твір, повідомлення і грецького λόγος — слово, знання, вчення; іменник editio походить від дієслова edere, яке зокрема має значення випускати в світ, видавати.
Об'єктом дослідження едитології є видавничий, частково радійний і телевізійний процеси, та проходження ними повідомлень.
Предметом едитології є типологія і будова повідомлень, оригіналів, видань і передач; видавнича і редакційна діяльність; видавничий маркетинг (ринкознавство); видавничий менеджмент (організація та керування у видавничій справі); стандартизація видавничої справи; процеси редагування, зокрема їхні методологічні засади (постулати, закони, закономірності, методи, методики, норми, творчі процеси).
Метою едитології є вироблення науково обґрунтованих рекомендацій працівникам ЗМІ для суспільно ефективного опрацювання повідомлень.

## Складові едитології
В едитології виокремлюють такі складові:
а) теорія видавничої справи й теорія редагування;
б) едитологія загальна (не залежить від виду повідомлень) й едитологія галузева (залежить від виду повідомлень);
в) едитологія нормативна (описує типові процедури опрацювання повідомлень, що базуються на нормативних документах — законах, стандартах, правилах тощо) й едитологія творча (описує не типові, а творчі методи в процесах публікування й редагування повідомлень).
Теорія видавничої справи — складова едитології, яка досліджує методологічні засади процесів, що опосередковано (організаційно) пов'язані з готуванням повідомлень до публікування (оприлюднення).
Теорія видавничої справи розпадається на такі складові: основи видавничої справи (етапи видавничого процесу; типологія повідомлень, оригіналів, видань і передач; будова повідомлень, оригіналів, видань і передач; типологія авторів і реципієнтів; будова ЗМІ), теорія видавничої та редакційної діяльності, видавничий маркетинг (ринкознавство), видавничий менеджмент (організація та керування у видавничій справі), стандартизація видавничої справи.
Теорія редагування — складова едитології, що досліджує методологічні засади безпосереднього готування (редагування) повідомлень до публікування (оприлюднення), тобто це система знань про практику редагування — правила внесення змін безпосередньо в саме повідомлення. Теорія редагування описує, пояснює та прогнозує функціонування тих суб'єктів та об'єктів, які беруть участь у процесі редагування, зокрема у формі постулатів, законів, закономірностей, методів, методик, норм тощо.
Теорію редагування поділяють на теорію нормативного й теорію творчого редагування, на теорію загального й теорію галузевого редагування.

## Історична довідка
У науковий обіг термін запровадив Феллер Мартен Давидович.
Едитологія виникла на базі традиційного видавничого процесу, що ґрунтувався на «металевій» технології готування паперових видань (спочатку — видання книг, потім — газет і журналів). Проте з часом — після виникнення радіо й телебачення — значну частину методів видавничого процесу, а також методів редагування почали використовувати під час готування радіо- й телепередач в радійному і телевізійному процесах.
У наш час едитологія ще більше розширилась і охопила готування аудіокниг й відеокниг, а також періодичних і продовжуваних видань на електронних (цифрових) носіях в інтернеті. Всі ці процеси привели до часткового перехрещення едитології з журналістикознавством, зокрема, з радіожурналістикою і з тележурналістикою. Наприклад, типологія і будова повідомлень, оригіналів, видань і передач; редакційна діяльність; типологія авторів і реципієнтів; будова ЗМІ — належать одночасно і до едитології, і до журналістикознавства. Межі цього перехрещення очікують свого дослідження. Зокрема, вже зараз зрозуміло, що назва «теорія видавничої справи» є вужчою за її фактичний зміст, оскільки охоплює деякі поняття радіо- й з тележурналістики.